# Polystichum articulatipilosum
Polystichum articulatipilosum är en träjonväxtart som beskrevs av H. G. Zhou och Hua Li. Polystichum articulatipilosum ingår i släktet Polystichum och familjen Dryopteridaceae. Inga underarter finns listade.